# Луцій Венулей Апроніан Октавій Пріск
Луцій Венулей Апроніан Октавій Пріск (лат. Lucius Venuleius Apronianus Octavius Priscus; 90 — після 139) — державний та військовий діяч Римської імперії, ординарний консул 123 року.

## Життєпис
Походив із заможної родини Венулеїв. Син Луцея Венулея Монтана Апроніана, консула-суффекта 92 року. По материнській лінії був пов'язаний з родом Октавія Пріска, тому додав їх номен та когномен до свого імені.
Свою кар'єру розпочав як очільник кінноти в легіоні. Зробив кар'єру за часів імператора Траяна: був почергово квестором та претором. Зберіг прихильність за імператора Адріана. У 123 році став ординарним консулом разом з Квінтом Арцикулеєм Петіном. З 138 року як проконсул керував провінцією Азія. Подальша доля невідома.

## Родина
- Луцій Венулей Апроніан Октавій Пріск, консул-суффект 144 року, ординарний консул 168 року